# Gustav Wikheim
 Gustav Medonca Wikheim  (Drammen, 18 de marzo de 1993) es un futbolista noruego. Juega de extremo y su equipo es el Strømsgodset IF de la Eliteserien.

## Clubes
| Club                       | País           | Año       |
| -------------------------- | -------------- | --------- |
| Strømsgodset IF            | Noruega        | 2010-2016 |
| K. A. A. Gante             | Bélgica        | 2016-2017 |
| F. C. Midtjylland (cedido) | Dinamarca      | 2016-2017 |
| F. C. Midtjylland          | Dinamarca      | 2017-2019 |
| Al-Fateh S. C.             | Arabia Saudita | 2019-2022 |
| Djurgårdens IF             | Suecia         | 2022-2024 |
| F. C. Nordsjælland         | Dinamarca      | 2025      |
| Strømsgodset IF            | Noruega        | 2025-     |

## Palmarés

### Campeonatos nacionales
| Título                 | Club              | País      | Año  |
| ---------------------- | ----------------- | --------- | ---- |
| Tippeligaen            | Strømsgodset IF   | Noruega   | 2013 |
| Superliga de Dinamarca | F. C. Midtjylland | Dinamarca | 2018 |
| Copa de Dinamarca      | F. C. Midtjylland | Dinamarca | 2019 |